# 皮戈特 (阿肯色州)
皮戈特（英語：Piggott）是一個位於美國阿肯色州克萊縣的城市。根據2020年美國人口普查，該地人口為3622人，而該地的面積約為14.03平方千米。該地與科寧同為克萊縣的縣治。

## 地理
皮戈特的座標為36°23′02″N 90°11′34″W / 36.38389°N 90.19278°W，而該地的平均海拔高度為92米（即302英尺）。